# Dickblättriger Gänsefuß
Der Dickblättrige Gänsefuß (Oxybasis chenopodioides, Syn.: Chenopodium chenopodioides), auch Dickblatt-Gänsefuß oder Salz-Rot-Gänsefuß genannt, ist eine in Mitteleuropa heimische Pflanzenart in der Familie der Fuchsschwanzgewächse (Amaranthaceae). Er kommt in Europa, Nordafrika und Asien vor, außerdem als eingeführte Art in Nord- und Südamerika.

## Beschreibung

### Vegetative Merkmale
Der Dickblättrige Gänsefuß ist eine einjährige krautige Pflanze mit Wuchshöhen von 5 bis 50 cm. Die aufrechten oder niederliegend-aufsteigenden, verzweigten Stängel sind grün gestreift und gerippt und meist kahl.
Die oberseits grünen, unterseits dunkler grünen Blätter sind etwas fleischig und kahl oder schwach mehlig. Die Blattspreite ist breit dreieckig, mit zwei Spießecken und meist 3 bis 4 cm (bis 6 cm) lang und breit. Der Blattrand ist ganzrandig oder seicht gezähnt. Der Blattgrund ist keilförmig zum Blattstiel hin verschmälert.

### Blütenstand und Blüte

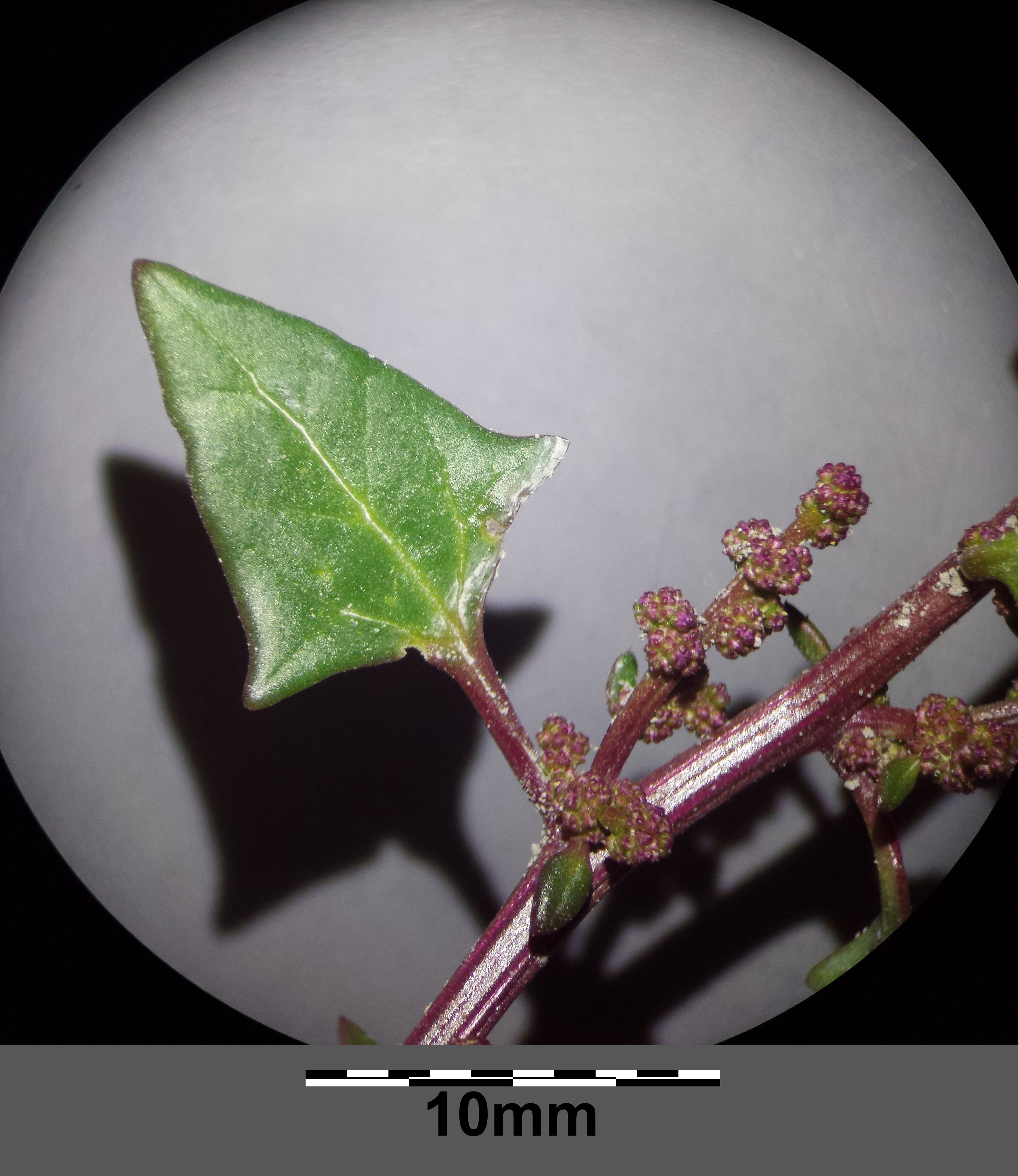
Die Laubblätter sind deltoidisch-spießförmig und deutlich sukkulent.

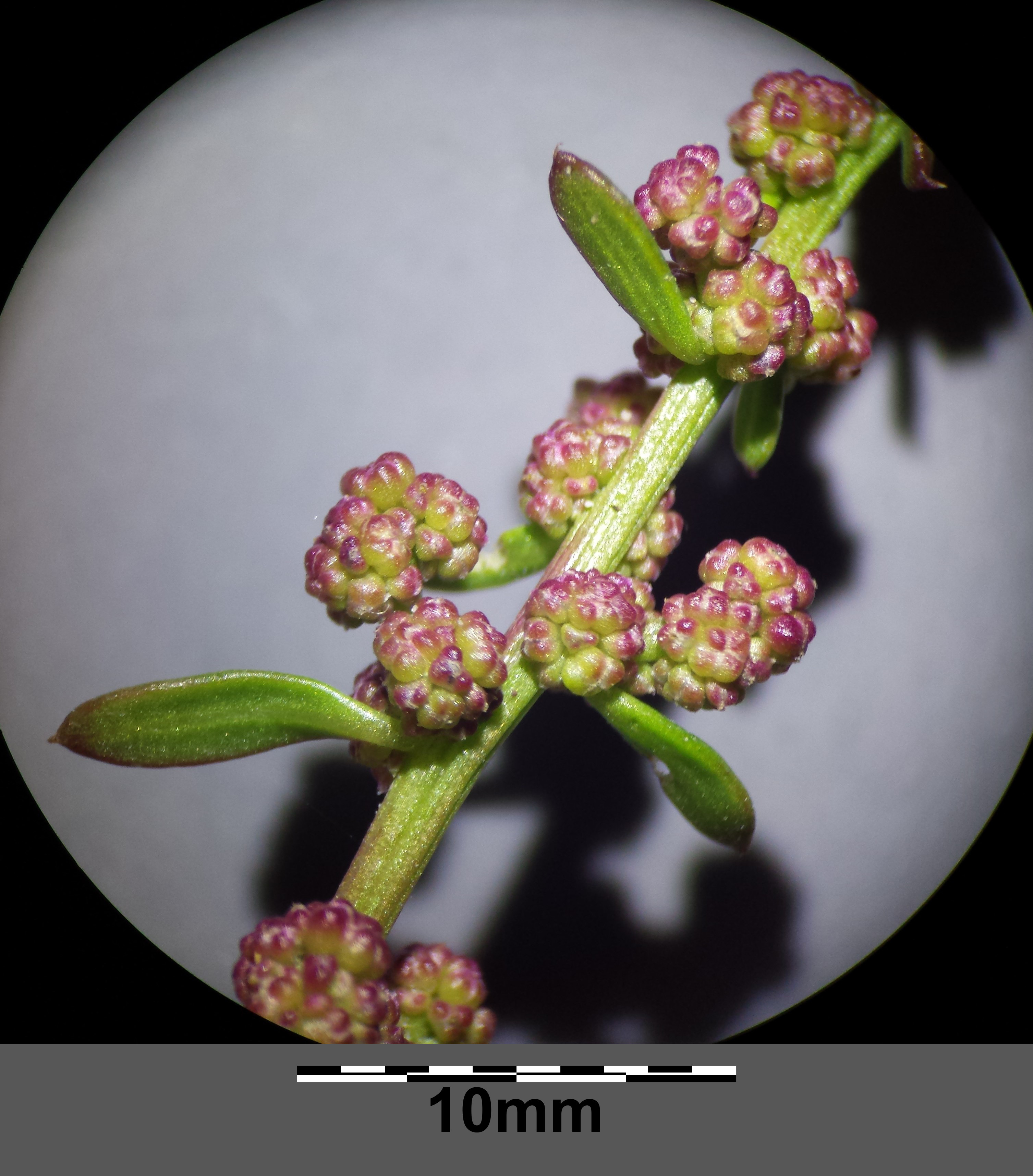
Blütenstand

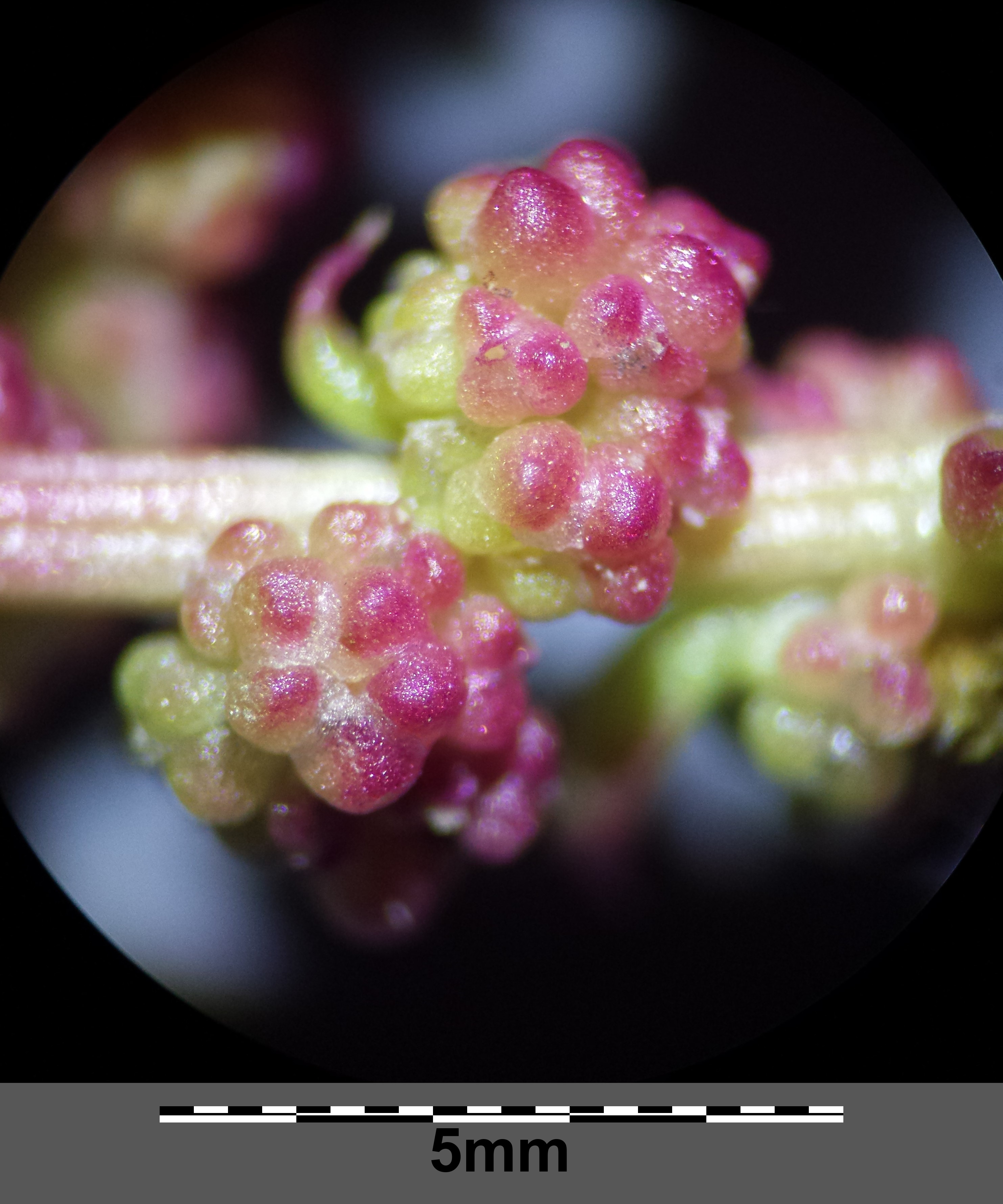
Die Blüten weisen 2–3, manchmal 4 Perigonblätter auf. Nur die Endblüten sind 4-5-zählig. Die Perigonblätter sind fast zur Gänze miteinander verwachsen.

Der Blütenstand besteht aus knäueligen Teilblütenständen, die zu seitlichen verzweigten Scheinähren zusammentreten. Die Tragblätter sind länglich-lanzettlich bis linealisch und bis 1,5 cm lang. Die kahlen, grünen, fast kugeligen Blütenknäuel mit einem Durchmesser von 3 bis 4 mm bestehen aus einer endständigen zwittrigen Blüte mit vier bis fünf Blütenhüllblättern und ebenso vielen Staubblättern sowie seitlichen weiblichen Blüten. Die Blütenhüllblätter der seitlichen Blüten sind annähernd bis zur Spitze verwachsen und umschließen die Frucht sackartig. Oben enden sie in zwei bis vier ungleich großen, fleischigen, gewölbten Lappen (bis 0,5 mm Länge und 0,4 mm Breite), die auf dem Rücken deutlich gekielt sind. Der Fruchtknoten trägt zwei Narben.

### Frucht und Samen
Die von der Blütenhülle umschlossene Frucht ist eiförmig, die netzartig punktierte Fruchtwand liegt dem Samen nicht an. In der Endblüte steht der Same horizontal, in den Seitenblüten vertikal. Der abgeflacht eiförmige Same hat einen Durchmesser von 0,5 bis 0,9 mm, mit stumpf abgerundetem Rand. Die Samenschale ist dunkel braunrot bis schwarz und glatt bis leicht punktiert. Der Embryo ist ringförmig.
Die Blütezeit reicht von August bis Oktober. Die Bestäubung erfolgt in der Regel durch den Wind.

### Chromosomenzahl
Die Chromosomenzahl beträgt 2n=18.

## Vorkommen und Gefährdung
Das natürliche Verbreitungsgebiet des Dickblättrigen Gänsefußes erstreckt sich von Europa über Nordafrika und West- und Mittelasien bis zum chinesischen Xinjiang. Außerdem kommt er in Nord- und Südamerika vor, wo er vermutlich eingeführt wurde. In Europa hat die Art ursprüngliche Vorkommen in Portugal, Spanien, Frankreich, Großbritannien, Belgien, den Niederlanden, Deutschland, Dänemark, Polen, Tschechien, Slowakei, Österreich, Italien, Kroatien, Ungarn, Griechenland, Bulgarien, Rumänien, Moldau, Ukraine und Russland.
Die Art wächst in Mitteleuropa an den Meeresküsten auf Schlick- und Sandböden, beispielsweise im sommertrockenen Sandwatt (Thero-Suaedion) oder in kurzlebigen Salzbodengesellschaften (Puccinellio-Spergularion). Nach Oberdorfer gedeiht sie im Chenopodietum rubri aus dem Verband Chenopodion rubri. Auch im Binnenland findet man sie an sogenannten Binnensalzstellen. Sie kommt auf feuchten, sehr nährstoffreichen und häufig salzhaltigen Böden vor und reicht nur bis in die colline Höhenstufe.
Sie gilt als eine Zeigerpflanze für übermäßigen Stickstoffreichtum im Boden.
In Deutschland ist der Dickblättrige Gänsefuß bundesweit ungefährdet. In Schleswig-Holstein, Mecklenburg-Vorpommern und Thüringen führt ihn aber die Rote Liste gefährdeter Arten als vom Aussterben bedroht, in Sachsen-Anhalt ist er potentiell durch seine Seltenheit gefährdet.
In Österreich ist er auf den Seewinkel (Burgenland) und das Marchtal (Niederösterreich) beschränkt.

## Systematik
Oxybasis chenopodioides (L.) S. Fuentes, Uotila & Borsch zählt zur Tribus Atripliceae in der Unterfamilie Chenopodioideae innerhalb der Familie Amaranthaceae.
Die Erstbeschreibung dieser Art erfolgte 1771 durch Carl von Linné unter dem Namen Blitum chenopodioides L. (in Mantissa Plantarum 2, S. 170). Paul Aellen stellte sie 1933 als Chenopodium chenopodioides in die Gattung Chenopodium (in Ostenia, Coleccion de Trabajos Botanicos Dedicados a Don Cornelio Osten en Ocasion del LXX Aniversario de su Nacimiento Seite 98). Aufgrund taxonomischer Unklarheiten wurde die Art zeitweise Chenopodium botryodes Sm. zugeordnet. Gemäß einer Arbeit von Uotila (2001) ist jedoch der lange gebrauchte Name Chenopodium chenopodioides korrekt.
Durch molekulargenetische Untersuchungen stellte sich heraus, dass die Art nicht zu Chenopodium im engeren Sinne gehört. Daher wurde sie 2012 von Suzy Fuentes-Bazan, Pertti Uotila und Thomas Borsch in die Gattung Oxybasis gestellt (in Willdenowia Band 42, 2012, S. 15–16.).
Synonyme sind Blitum chenopodioides L., Chenopodium chenopodioides (L.) Aellen, Chenopodium botryodes Sm., Chenopodium crassifolium auct. (non Hornem.), Oxybasis minutiflora Kar. & Kir., Chenopodium rubrum subsp. botryodes (Sm.) Hook.f. und Chenopodium rubrum subsp. crassifolium (Hornem.) Maire In "The Plant List" werden zudem Blitum botryoides (Sm.) Drejer, Blitum rubrum var. crassifolium Moq., Chenopodium album subsp. concatenatum (Thuill.) Asch. & Graebn., Chenopodium astrachanicum Ledeb., Chenopodium concatenatum Thuill., Chenopodium humifusum Kitt. (nom. illeg.) und Chenopodium rubrum var. botryoides Asch. & Graebn. als Synonyme angegeben.

## Belege
- Henning Haeupler, Thomas Muer: Bildatlas der Farn- und Blütenpflanzen Deutschlands. Hrsg.: Bundesamt für Naturschutz (= Die Farn- und Blütenpflanzen Deutschlands. Band 2). Eugen Ulmer, Stuttgart (Hohenheim) 2000, ISBN 3-8001-3364-4, S. 89. (Abschnitte Beschreibung, Vorkommen)
- Steven E. Clemants & Sergei L. Mosyakin: Chenopodium chenopodioides - online. In: Flora of North America Editorial Committee (Hrsg.): Flora of North America North of Mexico. Volume 4: Magnoliophyta: Caryophyllidae, part 1. Oxford University Press, New York / Oxford u. a. 2003, ISBN 0-19-517389-9, S. 282 (englisch). (Abschnitte Beschreibung, Vorkommen)
- Gelin Zhu, Sergei L. Mosyakin & Steven E. Clemants: Chenopodium chenopodioides - online. In: Wu Zhengyi, Peter H. Raven, Deyuan Hong (Hrsg.): Flora of China. Volume 5: Ulmaceae through Basellaceae. Science Press / Missouri Botanical Garden Press, Beijing / St. Louis 2003, ISBN 1-930723-27-X, S. 380 (englisch). (Abschnitte Beschreibung, Vorkommen)
- Manfred A. Fischer, Karl Oswald, Wolfgang Adler: Exkursionsflora für Österreich, Liechtenstein und Südtirol. 3., verbesserte Auflage. Land Oberösterreich, Biologiezentrum der Oberösterreichischen Landesmuseen, Linz 2008, ISBN 978-3-85474-187-9.
- Siegmund Seybold (Hrsg.): Schmeil-Fitschen interaktiv (CD-Rom), Quelle & Meyer, Wiebelsheim 2001/2002, ISBN 3-494-01327-6